# Vincent Venet
Pour les articles homonymes, voir Venet.
Vincent Venet est un auteur-compositeur-interprète francophone, né à Uccle (Région de Bruxelles-Capitale) le 19 juillet 1969.

## 2002:70 centilitres
Vincent Venet pratique la batterie dès ses 12 ans, avant de rejoindre le groupe Sri Lanka (avec les deux fils de Jacques Mercier, Stéphane et Christophe). Devenu ingénieur du son (IAD), il travaille en radio (RTBF) durant 8 ans. C'est à cette époque qu'il compose, dans une veine électro-pop, ses premiers titres qui deviendront des singles. Fin 2002 sort son premier album 70 centilitres chez Viva Disc /Sony. En Belgique, l'album s'écoule à près de 7000 exemplaires et la tournée baptisée Centilitour comptera 70 concerts[source secondaire nécessaire].

## 2005:Humeur
Dans la foulée de cette première tournée, Vincent Venet se remet à l'écriture. Son producteur le met en contact avec l'équipe de Zazie, que le chanteur a rencontrée un peu plus tôt en assurant sa première partie (Ciney Expo mai 2003). La réalisation du 2e album se fera donc à Paris, avec quelques-uns de ces musiciens. C'est une période un peu compliquée pour l'ingénieur du son qui sommeille en Venet : il n'est pas accoutumé à partager le travail[source secondaire souhaitée].
Humeur, son 2e disque, paraît en 2005. L'atmosphère est plus pop, plus homogène que sur 70 centilitres[source secondaire souhaitée]. Les critiques sont néanmoins laudatives[source secondaire nécessaire] ; Humeur est sacré album de l'année aux Octaves de la musique 2005, et la tournée s'achève aux Francofolies de Spa en juillet 2006[source secondaire souhaitée]. Tous les concerts de ce Tour d'humeur ont été interprétés en langue des signes[source secondaire souhaitée].

## 2008:Darling
Vincent Venet s'offre avec Darling un troisième album très électro et toujours pop : seul aux commandes artistiques de ce nouvel opus, il a choisi, selon ses termes, de se faire simplement plaisir[source secondaire souhaitée]. Après des semaines d’écriture piano-voix, l’auteur/compositeur/réalisateur/interprète a travaillé ses sons pendant plusieurs mois. Vincent Venet a fait appel pour la première fois à un coach vocal, le chanteur Philmarie, pour poser sa voix.
Les collaborateurs du Venet 2008 sont les Flamands Jo Mahieu (guitares - Beverly Jo Scott), David Poltrock (claviers - Hooverphonic), Jeroen Swinnen (claviers - Daan) ainsi que le chanteur Philmarie, Yves Baibay (batteur - Maurane) et Christa Jérôme (choriste - Marc Moulin)[source secondaire souhaitée].

## Festivals
Cette section ne s'appuie pas, ou pas assez, sur des sources secondaires ou tertiaires indépendantes du sujet.

Pour l'améliorer, ajoutez-en, ou placez des modèles {{Source secondaire souhaitée}} ou {{Source secondaire nécessaire}} sur les passages mal sourcés. (février 2024)
Quelques dates repères parmi les nombreux festivals belges dans lesquels Vincent Venet s'est produit :
- Francofolies de Spa : 1999 / 2002 / 2003 / 2005 / 2006 / 2008
- Festival de Dour : 1999 / 2002 / 2003
- Fêtes de Wallonie : 2003 / 2008
- Nuits Botanique : 1999 / 2002 / 2003
- Bel'zik festival : 2004 / 2008

## Vie privée
Vincent Venet a été le compagnon de l'animatrice de télévision belge Joëlle Scoriels.